# تشاك غرين
تشاك غرين (بالإنجليزية: Chuck Green)‏ هو راقص أمريكي، ولد في 6 نوفمبر 1919 في أتلانتا في الولايات المتحدة، وتوفي في 7 مارس 1997 في أوكلاند في الولايات المتحدة.

## روابط خارجية
- تشاك غرين على موقع IMDb (الإنجليزية)
- تشاك غرين على موقع قاعدة بيانات الفيلم (الإنجليزية)